# Провінції Візантійської імперії
Провінції Візантійської імперії — адміністративні одиниці Східної Римської або Візантійської імперії (330—1453). Імперія мала розвинену адміністративну систему, яку можна розділити на три основні періоди: пізній римський / ранньовізантійський, який був продовженням і еволюцією системи, започаткованої імператорами Діоклетіаном та Костянтином Великим; середньовізантійський, де переважала система фемів поряд із реструктурованою центральною бюрократією, та пізньовізантійський, де структура була більш різноманітною та децентралізованою та де з'явилися феодальні елементи.

## Ранній період: IV—VII ст
Класична адміністративна модель, прикладом якої є Notitia Dignitatum, поділяла пізню Римську імперію на провінції, які, у свою чергу, були згруповані в діоцезії, а потім у преторіанські префектури.
Пізня римської адміністративної системи залишалася незмінною до 530-х років, коли Юстиніан I (правління у 527—565 роках) провів ряд адміністративних реформ. Він фактично скасував діоцезії, об'єднав менші провінції та створив нові типи юрисдикцій, такі як quaestura exercitus, яка поєднувала цивільну та військову владу, таким чином скасовуючи головний принцип системи Діоклетіана.
За Маврикія (правління в 582—602 роках) зміни поглибилися з екзархатами Італії та Африки, які фактично стали напівавтономними територіями.

## Середній період: VII—XII ст
Традиційна адміністративна система зіткнулася з серйозним випробуванням у першій половині VII століття, коли арабські завоювання та вторгнення слов'ян на Балканський півострів призвели до значних територіальних втрат. Єдиною великою прилеглою територією, що залишилася від Імперії, була Мала Азія, і там у період 640—660 роки були засновані перші феми (themata, sing. thema). Спочатку це були просто військові юрисдикції, що відображали територію, яку займала кожна з польових армій візантійської армії. За фемами та їх стратегіями старі провінції продовжували служити основними адміністративними та фіскальними одиницями. Однак поступово теми витіснили провінції, останні залишки яких були скасовані на початку IX століття, частково натхненні елліністичними пагархіями та номархіями пізнього Римського Єгипту. Кожна фема мала регулярну та просту структуру, поділяючись уздовж військових ліній на турми, друнги та банди. Однак друнга було лише військовим, а не адміністративним підрозділом.
Поряд з фемами існували й інші типи адміністративних одиниць провінцій. Периферійні території, часто з сильним морським характером, такі як Крит, Крим або Кефалонія, як і в період класичної Греції, управлялися архонтами, і тому вони відомі як архонтати. Уздовж східного кордону з Халіфатом були створені окремі прикордонні провінції — клейсураї. На Балканах слов'янським племенам (склавини), які потрапили під владу Візантії, зазвичай дозволяли певну форму обмеженого самоврядування під керівництвом власних архонтів. Проте до X століття більшість архонтатів і клейзураїв були піднесені до самих фем.
З великою військовою експансією в ході X та початку XI століть, нові феми були створені, оскільки землі були відвойовані арабами на Сході та після завоювання Болгарії. Багато нових фем на Сході були меншими за старі, включали лише укріплене місто та його найближчу територію. Гарнізоновані головним чином вірменами, вони стали відомі як «вірменські» феми на відміну від старших, більших «римських» фем. Починаючи із 970 року до середини XI століття з'явився інший військовий та адміністративний рівень: регіональні команди, які групували кілька фем під загальною назвою герцогство (дукс) або катепан (katepano).
У комнінський період феми продовжували існувати, тепер із дуксом на чолі. Однак, головним чином у Греції, феми розчинилися в менших місцевих фіскальних і адміністративних одиницях, horia, episkepseis та chartoularata, які були прив'язані до певних установ і бюро фіскальної бюрократії, а також до окремих магнатів. Система Комнінів проіснувала до падіння Константинополя Четвертим хрестовим походом у 1204 році.

## Пізній період: XIII—XV ст
Після розпаду Імперії ромеїв після Четвертого хрестового походу її візантійські грецькі держави-спадкоємці зберегли багато її особливостей і структури.
Феми збереглися в Нікейській імперії та відновленій після 1261 року Імперії ромеїв як загальний термін для територіального та фінансового обмеження. Вони поділялися на катепанікію, яка зазвичай була трохи більше, ніж місто, де проживав правитель або кефал («голова»), з околицями. Менші кефалаї іноді об'єднувалися у більші юрисдикції, які потім підпорядковувалися «універсальному голові».
У XIV столітті також було створено кілька деспотатів як уділів для членів імператорської родини, найвідомішим і найтривалішим з яких був Морейський деспотат.
У Трапезундській імперії збереглася стара банда феми Халдія, яка становила єдиний адміністративний підрозділ країни.

## Термінологія
Ромейська (візантійська) адміністративна термінологія спочатку базувалася на римських термінах для різних адміністративних установ і підрозділів із загальними варіантами як латинською, так і грецькою мовами. З часів римського завоювання латинський термін для провінції (лат. provincia) мав еквівалент у східних, грецькомовних частинах імперії. Грецькою мовою провінція називалася єпархією (грец. ἐπαρχία, єпархія). Цей термін використовувався як розмовно, так і офіційно в римських правових актах, виданих грецькою мовою. У той же час намісник провінції називався єпархом (грец. ἔπαρχος, епархос). Подібні терміни використовувалися для пізніших преторіанських префектів (грец. ἔπαρχος τοῦ πραιτωρίου, «єпарх преторію»), які керували преторіанськими префектурами Імперії, а також константинопольським єпархом, міським префектом міста. З VII століття стара провінційна адміністрація поступово була замінена системою фемів. Однак навіть після цього термін єпарх використовувався аж до IX століття як позначення вищого адміністра кожної феми під керівництвом стратегів. Після цього єпархи зазвичай призначалися міськими губернаторами, найважливішим серед яких все ще залишався Константинопольський єпарх, чия посада мала широкі повноваження і функціонувала безперервно до XIII століття.
| Назва                    | Грецька назва                      | Тип                             | Початок                                  | Завершення                     |
| ------------------------ | ---------------------------------- | ------------------------------- | ---------------------------------------- | ------------------------------ |
| єпархія («провінція»)    | ἐπαρχία                            | цивільна провінція              | традиційне зображення римської провінції | початок IX ст.                 |
| діоцезія                 | διοίκησις                          | регіональна група провінцій     | 290-ті роки                              | VI / VII ст.                   |
| преторіанська префектура | ἐπαρχότης / ὑπαρχία τῶν πραιτωρίων | велике надрегіональне обмеження | 330-ті роки                              | VI / VII ст.                   |
| quaestura exercitus      |                                    | військово-цивільна провінція    | 536                                      |                                |
| екзархат                 | ἐξαρχᾶτον                          | військово-цивільна провінція    | 580-ті / 590-ті                          | 698 (Карфаген) / 751 (Равенна) |
| фема                     | θέμα                               | військово-цивільна провінція    | 640-ті/660-ті                            |                                |
| клейсоура                | κλεισούρα                          | військова провінція             |                                          |                                |
| архонтна                 | ἀρχοντία                           | дрібний локальний район         |                                          |                                |
| турма                    | τούρμα / τοῦρμα                    | військово-цивільна провінція    |                                          |                                |
| бандон («баннер»)        | βάνδον                             | військово-цивільна провінція    |                                          |                                |
| катепанікіон             | κατεπανίκιον                       | військово-цивільна провінція    |                                          |                                |